# 塞尔卡多县 (塔里哈省)
塞爾卡多县（西班牙語：Provincia de Cercado）是玻利維亞的县份，位於該國東南部，屬於塔里哈省的一部分，县府設於塔里哈，面積2,046平方公里，2012年人口205,346，人口密度每平方公里75.0人。

## 外部連結
- General map of province
- Detailed map of province towns and rivers
- Population data (Spanish)

21°30′S 64°40′W / 21.500°S 64.667°W